# Alexander Maistrenko
Alexander Maistrenko (russisch Александр Майстренко; * 1964 in der Sowjetunion) ist ein russischer Handballtrainer und ehemaliger Handballspieler.

## Karriere

### Verein
Alexander Maistrenko lernte das Handballspielen bei Newa Leningrad. Nachdem Alexander Maistrenko zur Armee eingezogen worden war, spielte der Rückraumspieler für den belarussischen Spitzenklub SKA Minsk. Mit Minsk gewann er 1988 die sowjetische Meisterschaft sowie den Europapokal der Landesmeister 1986/87 und den Europapokal der Pokalsieger 1987/88. Anschließend kehrte er zu Newa zurück. Mit Sankt Petersburg gewann er 1993 die russische Meisterschaft. 1990 wechselte er zum damaligen Zweitligisten Eintracht Wiesbaden, wo er zusammen mit dem deutschen Nationalspieler Manfred Freisler spielte. 1994 wechselte der Rechtshänder zum deutschen Zweitliga-Aufsteiger TSG Herdecke, für den er bis zum freiwilligen Rückzug in die Oberliga im Sommer 2001 als Spieler auflief. Maistrenko blieb dem Verein zunächst als Spielertrainer treu.
In der Folge trainierte der Sonderschullehrer die Verbandsligisten TSG Schüren und TuS Hattingen, war Teil des Trainerteams beim VfL Eintracht Hagen in der Landesliga, ging in die Kreisliga zu HVE Villigst-Ergste, in die Bezirksliga zur HSG Wetter/Grundschöttel, zur HSG Hohenlimburg in die Landesliga und zuletzt zum OSC Dortmund in der Verbandsliga Westfalen. Gelegentlich lief er auch wieder als Spieler auf.

### Nationalmannschaft
Maistrenko bestritt 40 Länderspiele für die sowjetische Nationalmannschaft, mit der er den Ostseepokal 1989 gewann.